# Phryma
Phryma, maleni biljni rod iz porodice Phrymaceae raširen po Aziji i Sjevernoj Americi. Sastoji se od tri vrste smještene u vlastiti tribus Phrymeae Jedno vrijeme Phryma je bila u porodici Phrymaceae, zatim je premještena u Verbenaceae (sporiševke), sada je opet vraćena u Phrymaceae.

## Etimologija
Značenje imena nije poznato. 

## Opis
Trajnice  nasuprotmih listova, mesnatih okomitih rizoma i uspravne stabljike. Cvjetovi ljubičasti do bijeli, nasuprotni. Plodovi ahenije, zatvorene u naraslu čašku. Sjemenke 1, žućkastosmeđe ili smeđe, usko elipsoidne, krilca nema. Broj kromosoma = 14. 

## Vrste
1. Phryma leptostachya L.; istočna Sjeverna Amerika
2. Phryma nana Koidz.; istočna Azija
3. Phryma oblongifolia Koidz.; japanski endem

## Sinonimi
- Leptostachia Adans.; Fam. Pl. 2: 201, 569 (1763), nom. illeg.
- Leptostachia Mitch.; Diss. Bot. Zool.: 34 (1769)